# Noi moderati
Noi moderati/Lupi - Toti - Brugnaro - UdC, anche nota semplicemente come Noi moderati, è una lista elettorale e alleanza politica di orientamento centrista formatasi l'11 agosto 2022 dall'alleanza tra i partiti Noi con l'Italia, Italia al Centro, Coraggio Italia e Unione di Centro per le elezioni politiche in Italia del 2022, all'interno della coalizione di centro-destra, che risulta vincitrice.
Durante la XIX legislatura ha costituito i gruppi parlamentari Noi moderati (Noi con l'Italia, Coraggio Italia, UdC, Italia al Centro) - MAIE alla Camera e Civici d'Italia - Noi moderati (UdC - Coraggio Italia - Noi con l'Italia - Italia al Centro) - MAIE al Senato.
Nel 2023 Noi con l'Italia e Italia al Centro si fondono lanciando Noi Moderati come partito unitario.

## Storia

### Nascita della lista elettorale
In vista delle elezioni politiche anticipate, il 26 luglio Maurizio Lupi ha lanciato il nuovo simbolo del suo partito Noi con l'Italia, confermando l'adesione alla coalizione di centro-destra come ala moderata e centrista insieme a Coraggio Italia e UdC. Il 2 agosto, a seguito dell'accordo, poi saltato, tra Azione e Partito Democratico, anche Italia al Centro, guidata dal presidente della Liguria Giovanni Toti, che inizialmente non aveva partecipato ai tavoli del centro-destra, aderisce alla coalizione. Il 5 agosto Lupi e Toti hanno presentato il simbolo di Noi con l'Italia-Italia al Centro. Nella stessa giornata anche Luigi Brugnaro e Lorenzo Cesa hanno raggiunto un accordo tra i loro partiti, Coraggio Italia e UdC.
L'11 agosto i quattro leader centristi hanno lanciato la lista unica Noi moderati, nel cui contrassegno sono visibili i simboli di NcI-IaC e di CI-UdC.. Il presidente di NcI Maurizio Lupi è stato identificato come capo politico della lista.
Anche l'Italia dei Valori di Ignazio Messina stringe un accordo con Noi con l'Italia appoggiando la lista Noi moderati.
|     |     |     |     |     |     |  |  |    |  | PdL  |  |  |  |     |  |  |  |    |  |  |  |    |  |  |  |    |    |    |    |    |    |
| NCD | NCD | NCD | NCD | NCD | NCD |  |  |    |  |      |  |  |  |     |  |  |  |    |  |  |  |    |  |  |  | FI | FI | FI | FI | FI | FI |
| NCD | NCD | NCD | NCD | NCD | NCD |  |  |    |  |      |  |  |  |     |  |  |  |    |  |  |  |    |  |  |  | FI | FI | FI | FI | FI | FI |
|     |     |     |     |     |     |  |  |    |  |      |  |  |  |     |  |  |  |    |  |  |  |    |  |  |  |    |    |    |    |    |    |
|     |     |     |     |     |     |  |  |    |  | IDeA |  |  |  |     |  |  |  |    |  |  |  |    |  |  |  |    |    |    |    |    |    |
|     |     |     |     |     |     |  |  |    |  |      |  |  |  |     |  |  |  |    |  |  |  |    |  |  |  |    |    |    |    |    |    |
|     |     |     |     |     |     |  |  |    |  |      |  |  |  |     |  |  |  |    |  |  |  |    |  |  |  |    |    |    |    |    |    |
|     |     |     |     |     |     |  |  |    |  |      |  |  |  |     |  |  |  |    |  |  |  |    |  |  |  |    |    |    |    |    |    |
| AP  |     |     |     |     |     |  |  |    |  |      |  |  |  |     |  |  |  |    |  |  |  |    |  |  |  |    |    |    |    |    |    |
|     |     |     |     |     |     |  |  |    |  |      |  |  |  |     |  |  |  | C! |  |  |  |    |  |  |  |    |    |    |    |    |    |
|     |     |     |     |     |     |  |  |    |  |      |  |  |  |     |  |  |  |    |  |  |  |    |  |  |  |    |    |    |    |    |    |
|     |     |     |     |     |     |  |  |    |  |      |  |  |  |     |  |  |  |    |  |  |  |    |  |  |  |    |    |    |    |    |    |
|     |     |     |     | NcI |     |  |  |    |  |      |  |  |  |     |  |  |  |    |  |  |  |    |  |  |  |    |    |    |    |    |    |
|     |     |     |     |     |     |  |  |    |  |      |  |  |  |     |  |  |  |    |  |  |  |    |  |  |  |    |    |    |    |    |    |
|     |     |     |     |     |     |  |  |    |  |      |  |  |  |     |  |  |  |    |  |  |  | CI |  |  |  |    |    |    |    |    |    |
|     |     |     |     |     |     |  |  |    |  |      |  |  |  |     |  |  |  |    |  |  |  |    |  |  |  |    |    |    |    |    |    |
|     |     |     |     |     |     |  |  |    |  |      |  |  |  |     |  |  |  |    |  |  |  |    |  |  |  |    |    |    |    |    |    |
|     |     |     |     |     |     |  |  |    |  |      |  |  |  |     |  |  |  |    |  |  |  |    |  |  |  |    |    |    |    |    |    |
|     |     |     |     |     |     |  |  |    |  |      |  |  |  | IaC |  |  |  |    |  |  |  |    |  |  |  |    |    |    |    |    |    |
|     |     |     |     |     |     |  |  |    |  |      |  |  |  |     |  |  |  |    |  |  |  |    |  |  |  |    |    |    |    |    |    |
|     |     |     |     |     |     |  |  |    |  |      |  |  |  |     |  |  |  |    |  |  |  |    |  |  |  |    |    |    |    |    |    |
|     |     |     |     |     |     |  |  | NM |  |      |  |  |  |     |  |  |  |    |  |  |  |    |  |  |  |    |    |    |    |    |    |

### Le elezioni politiche del 2022
Alle elezioni Noi moderati prende lo 0,91% alla Camera (255.505 voti) e lo 0,89% al Senato (244.363 voti) non riuscendo quindi a superare la soglia di sbarramento del 3% e ad eleggere propri parlamentari nei collegi plurinominali. In quelli uninominali invece la lista riesce a far eleggere 9 parlamentari (7 deputati e 2 senatori).
I 7 deputati (Maurizio Lupi, Alessandro Colucci e Francesco Saverio Romano di Noi con l'Italia, Ilaria Cavo e Pino Bicchielli di Italia al Centro, Lorenzo Cesa dell'UdC e Martina Semenzato di Coraggio Italia), insieme a Franco Tirelli del MAIE e Calogero Pisano, sospeso da FdI il 27 ottobre, formano il gruppo Noi moderati (Noi con l'Italia, Coraggio Italia, UdC, Italia al Centro) - MAIE, di cui Lupi diventa il presidente.
I 2 senatori (Michaela Biancofiore di Coraggio Italia e Antonio De Poli dell'UdC) formano il gruppo Civici d'Italia - Noi moderati (UdC - Coraggio Italia - Noi con l'Italia - Italia al Centro) - MAIE con Mario Alejandro Borghese del MAIE e 3 colleghi di Fratelli d'Italia (Antonio Guidi, Giovanna Petrenga e Giorgio Salvitti), che aderiscono così da poter raggiungere la soglia minima di componenti necessaria per potersi costituire un gruppo autonomo, di cui De Poli diventa presidente.
Nel governo Meloni Noi moderati esprime i sottosegretari esterni Vittorio Sgarbi (Rinascimento) alla Cultura e Giorgio Silli (Italia al Centro) agli Esteri. Il 13 febbraio 2024 Sgarbi si dimette dall'incarico.

### Le elezioni regionali e comunali del 2023
Alle elezioni regionali del febbraio 2023 in Lombardia la lista Noi moderati - Rinascimento Sgarbi si presenta in appoggio al presidente uscente Attilio Fontana con Sgarbi capolista, mentre Coraggio Italia inserisce propri candidati nella lista del presidente. Anche nel Lazio viene presentata la lista Noi moderati - Rinascimento Sgarbi a sostegno di Francesco Rocca, candidato del centro-destra, mentre l’UdC presenta una propria lista con Verde è Popolare. Noi moderati con l’1,17% ottiene un eletto solo in Lombardia, proprio Vittorio Sgarbi.
Il 2 marzo Michela Brambilla si iscrive al gruppo di Noi moderati alla Camera.
Dal 29 marzo la senatrice Biancofiore sostituisce De Poli alla presidenza del gruppo.
In vista delle elezioni comunali siciliane del maggio 2023 Francesco Saverio Romano sigla un'intesa con la Democrazia Cristiana di Salvatore Cuffaro presentando il nuovo simbolo “Noi moderati – Democrazia Cristiana” a Catania dove raccoglie il 6,5% eleggendo tre consiglieri mentre nel resto d’Italia Noi moderati presenta liste autonome a Massa (0,10%), Teramo (con Forza Italia, 6,2%), oltre a prendere parte alle vittorie di Claudio Scajola a Imperia e di Stefano Bandecchi a Terni con alcuni candidati inseriti nelle loro liste civiche.
Alle regionali in Molise la lista di Noi moderati prende il 7,5% con due consiglieri eletti distinguendosi come quarta forza della coalizione.

### La trasformazione in partito
Il 21 maggio 2023 all’Hotel Marriott di Roma, durante il congresso di Noi con l’Italia e alla presenza di Maurizio Lupi e Giovanni Toti, viene presentato il nuovo simbolo di Noi moderati senza le sigle dei singoli partiti che avevano composto la lista elettorale e viene deciso di dare vita a un comitato che avvii la fase costituente finalizzata alla trasformazione da sigla elettorale a movimento politico.
A giugno, in occasione della prima assemblea nazionale del suo partito, Luigi Brugnaro di Coraggio Italia dichiara conclusa l’esperienza con Noi moderati anche se i gruppi parlamentari continueranno ad esistere.
Il 12 luglio il Comitato Direttivo di Noi con l'Italia ha approvato una modifica allo statuto del partito, che assume la denominazione "Noi Moderati".
Il 17 ottobre seguente Giovanni Toti viene eletto presidente del consiglio nazionale di Noi moderati composto da 150 membri.
Il 25 gennaio 2024 viene annunciata la federazione politica tra Noi Moderati e l’Italia dei Valori con il segretario dell’IdV Ignazio Messina che diventa il portavoce del partito.

### Elezioni del 2024 e sviluppi successivi
Il 25 febbraio 2024 alle elezioni regionali in Sardegna la lista riconducibile a Noi Moderati, Sardegna al Centro 20Venti, capitanata dal consigliere regionale uscente Antonello Peru, raccoglie il 5,49% con 3 consiglieri eletti nella sconfitta di Paolo Truzzu distinguendosi come quarta forza della coalizione.
A inizio marzo Noi Moderati partecipa, come membro osservatore, al congresso del Partito Popolare Europeo a Bucarest in preparazione delle elezioni europee di giugno.
Alle elezioni regionali in Abruzzo del 10 marzo nella vittoria di Marco Marsilio la lista di Noi Moderati con il 2,68% elegge un consigliere.
Dopo aver formato l'intergruppo alla regione Lazio a fine 2023, Noi Moderati e Forza Italia presentano una lista comune alle regionali in Basilicata di fine aprile a sostegno dell’uscente Vito Bardi ma con il 13,01% vengono eletti solo consiglieri di FI. Nello stesso periodo Lorenzo Cesa lascia il gruppo alla Camera per formare una componente dell’UdC con il contributo della Lega. 
Per le elezioni europee di giugno Forza Italia e Noi Moderati presentano un unico simbolo con candidati di NM Massimo Dell’Utri (coordinatore siciliano del partito appoggiato anche dalla DC di Salvatore Cuffaro) nella circoscrizione insulare, Giorgio Silli e Maria Chiara Fazio (vice presidente di NM) in quella centrale, Andrea Costa e la giornalista Laura D'Incalci in quella nord-occidentale, Riccardo Rosa (coordinatore della provincia di Cosenza) in quella meridionale e Francesco Coppi (coordinatore dell'Emilia-Romagna) in quella nord-orientale. Tuttavia nessuno di questi risulterà eletto.
Alle elezioni regionali in Piemonte invece Noi Moderati presenta una propria lista a sostegno dell’uscente Alberto Cirio ma raccoglie solo lo 0,69%. Alle amministrative invece Noi Moderati corre con Forza Italia in alcune città come a Firenze (4%) mentre riscuote un discreto successo personale ad Ascoli (5,5% e due eletti), Campobasso (8,7% e tre eletti), Potenza (6,7% e un eletto) e Caltanissetta (6,6% e tre eletti); a Rapallo la candidata sindaco di NM Elisabetta Ricci viene eletta al ballottaggio con il sostegno di Forza Italia, Fratelli d’Italia e una lista civica.
A settembre il consigliere regionale delle Marche Marco Marinangeli, ex Lega, aderisce a Noi Moderati. Nelle stesse settimane lasciano la lista di Toti in Liguria quattro consiglieri in vista delle elezioni anticipate di ottobre seguite alle dimissioni dello stesso Toti alle quali, nella vittoria di Marco Bucci, la lista Vince Liguria - Bucci Presidente, di cui fa parte NM, elegge tre consiglieri imponendosi come seconda forza della coalizione con oltre il 9% dietro a FdI.
Nel 2025 Noi Moderati aderisce al Partito Popolare Europeo.
Il 27 marzo di quell’anno Mara Carfagna viene scelta come nuovo segretario del partito e, oltre a lei, il nuovo organigramma comprende Maurizio Lupi (presidente), Francesco Saverio Romano (coordinatore politico), Maria Stella Gelmini (capo delegazione al Senato), Alessandro Colucci (responsabile nazionale dell'organizzazione), Marco Di Stefano, (responsabile dei Dipartimenti), Pino Bicchielli (responsabile nazionale enti locali), Renzo Tondo (tesoriere), Pino Galati (vicepresidente vicario) e Ignazio Messina (portavoce).

## Composizione
Formazioni politiche che hanno aderito alla lista per le elezioni del 2022:
| Partito | Partito                                | Ideologia principale                            | Leader              |
| ------- | -------------------------------------- | ----------------------------------------------- | ------------------- |
|         | Noi con l'Italia (NcI)                 | Cristianesimo liberale                          | Maurizio Lupi       |
|         | Italia al Centro (IaC)                 | Conservatorismo liberale                        | Giovanni Toti       |
|         | Coraggio Italia (CI)                   | Liberalismo conservatore                        | Luigi Brugnaro      |
|         | Unione di Centro (UdC)                 | Cristianesimo democratico                       | Lorenzo Cesa        |
|         | Rinascimento                           | Tutela del patrimonio artistico e paesaggistico | Vittorio Sgarbi     |
|         | Partito degli Europei e Liberali (PEL) | Liberalismo                                     | Franco Paolo Aquaro |
|         | Italia dei Valori (IdV)                | Legalitarismo                                   | Ignazio Messina     |

Sono altresì inclusi i seguenti movimenti regionali:
| Partito | Partito                  | Regione               | Ideologia principale      | Leader                   |
| ------- | ------------------------ | --------------------- | ------------------------- | ------------------------ |
|         | Autonomia Responsabile   | Friuli-Venezia Giulia | Autonomismo               | Renzo Tondo              |
|         | Liguria Popolare         | Liguria               | Cristianesimo democratico | Andrea Costa             |
|         | Alleanza di Centro (AdC) | Campania              | Cristianesimo democratico | Francesco Pionati        |
|         | Cantiere Popolare (CP)   | Sicilia               | Regionalismo              | Francesco Saverio Romano |
|         | Sardegna 20Venti (S20V)  | Sardegna              | Regionalismo              | Stefano Tunis            |

## Nelle istituzioni

### Camera dei deputati
Nel gruppo Noi moderati (Noi con l'Italia, Coraggio Italia, UdC, Italia al Centro) - MAIE.
| XIX legislatura |
| --------------- |
| 6 deputati      |

- Giuseppe Bicchielli Vicepresidente
- Ilaria Cavo
- Alessandro Colucci
- Maurizio Lupi Presidente
- Francesco Saverio Romano
- Martina Semenzato (Coraggio Italia) Tesoriere

### Senato della Repubblica
Nel gruppo Civici d'Italia - Noi moderati (UdC - Coraggio Italia - Noi con l'Italia - Italia al Centro) - MAIE.
| XIX legislatura |
| --------------- |
| 2 senatori      |

- Michaela Biancofiore (Coraggio Italia) Presidente
- Antonio De Poli (Unione di Centro) Vicepresidente

### Governi
- Governo Meloni
  - Giorgio Silli, sottosegretario di stato al ministero degli affari esteri e della cooperazione internazionale

## Simbologia

Logo presentato per le elezioni politiche del 2022
Logo del partito politico dal 2023 al 2024
Logo del partito dal novembre 2024

## Risultati elettorali
| Elezione       | Elezione     | Voti            | %               | Seggi   | Posizione   |
| -------------- | ------------ | --------------- | --------------- | ------- | ----------- |
| Politiche 2022 | Camera       | 255 505         | 0.91%           | 7 / 400 | Maggioranza |
| Politiche 2022 | Senato       | 243 409         | 0.88%           | 2 / 200 | Maggioranza |
| Europee 2024   | Europee 2024 | In Forza Italia | In Forza Italia | 0 / 76  |             |